# Apofit

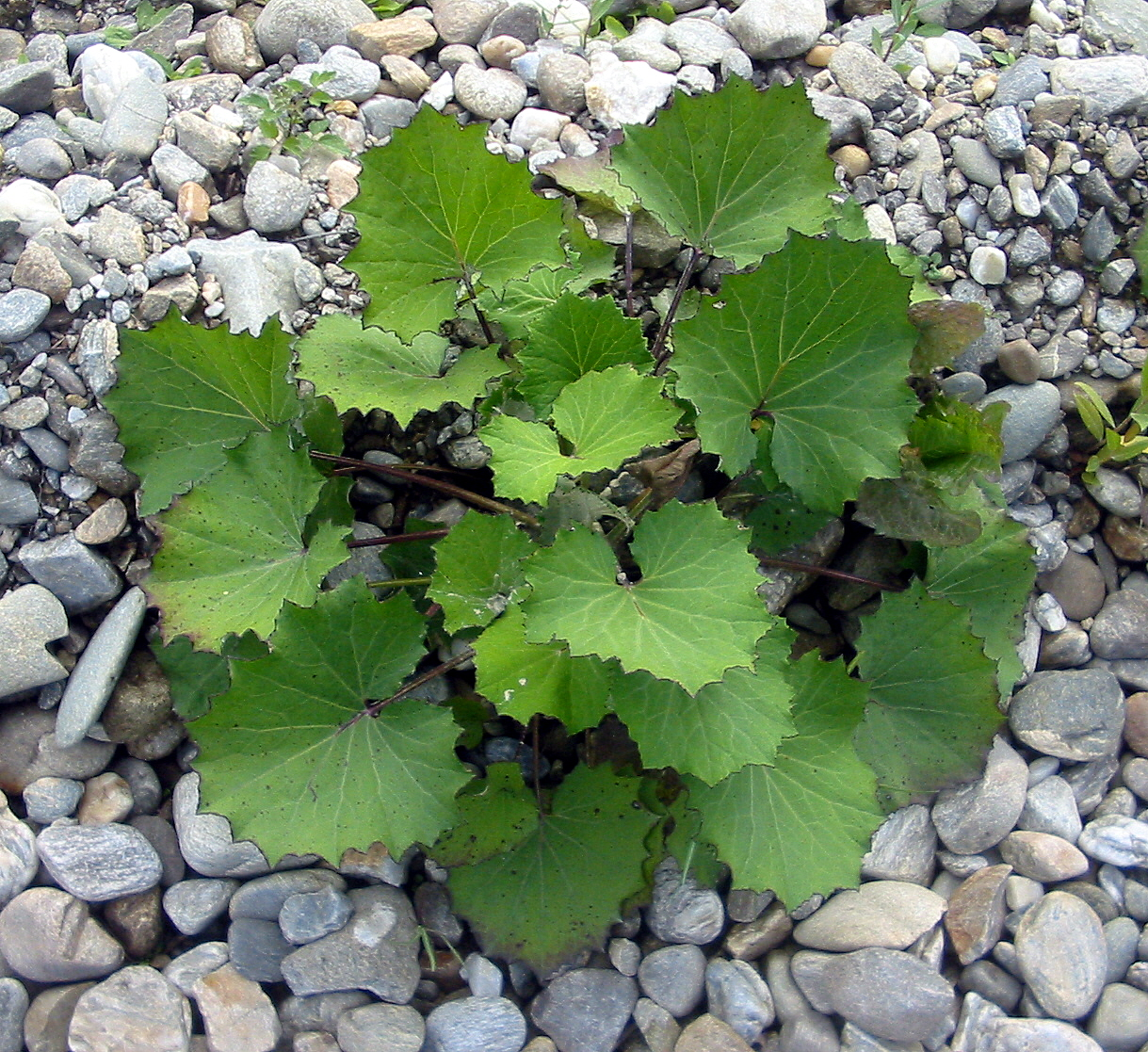
Podbiał pospolity Tussilago farfara rosnący na miejscach otwartych i kamienistych przechodzi do siedlisk antropogenicznych o zbliżonym chrakterze: hałdy, nasypy kolejowe, place budowy itp.

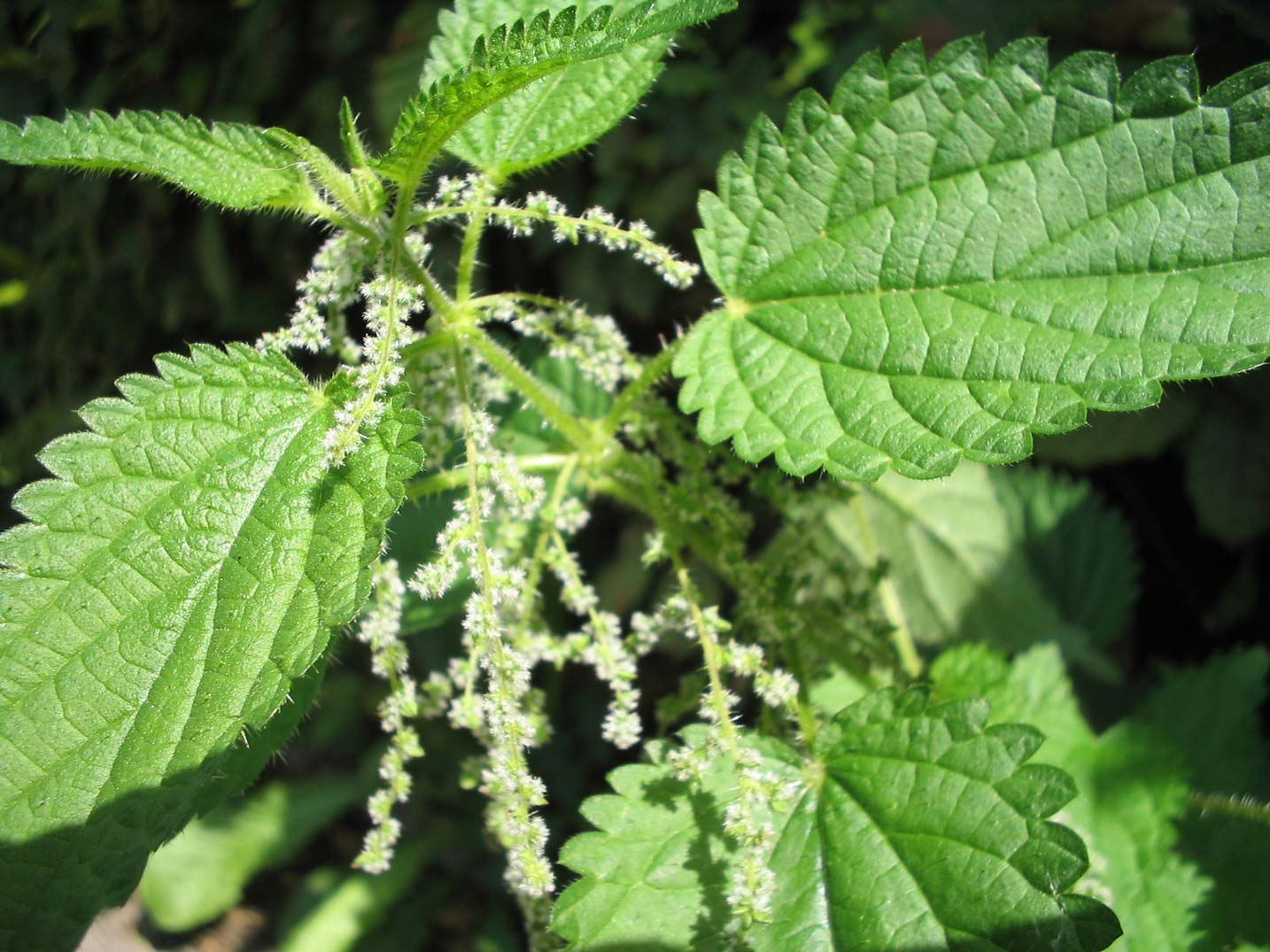
Pokrzywa zwyczajna Urtica dioica – apofit łęgowy

Apofit – gatunek roślin synantropijnych miejscowego pochodzenia, który występuje na siedliskach sztucznych (antropogenicznych) powstałych w wyniku działalności człowieka. Apofity stanowią część flory gatunków rodzimych. Niektórym roślinom łatwo przychodzi zajmowanie siedlisk sztucznych, stworzonych przez człowieka, gdyż naturalnie zajmowały w przyrodzie siedliska o zbliżonych własnościach. Tak np. podbiał pospolity Tussilago farfara rosnący na kamieniskach nadrzecznych bez trudu zajmuje stworzone w wyniku działalności człowieka nasypy kolejowe, wykopy placów budowy, pola uprawne, hałdy przemysłowe. Do apofitów należą również np. perz właściwy Elymus repens, trzcinnik piaskowy Calamagrostis epigejos. Niektóre apofity z kolei zajmują siedliska antropogeniczne odmienne od tych występujących w naturze, np. hałdy górnicze, wyrobiska, tereny silnie skażone.
Wśród apofitów wyróżniamy:
- Ekiofity (oekiophyta) – gatunki uprawiane jako rośliny uprawne i dziczejące – np. czereśnia, len. Obecnie uprawiane gatunki i odmiany tych roślin pochodzą od dziko rosnących na terenie Europy i Polski gatunków.
- Trwale zadomowione na siedliskach antropogenicznych (euapophyta) – np. łopian większy, komosa biała. Wiele z nich jest chwastami upraw rolniczych, jak np. perz właściwy, podagrycznik pospolity, skrzyp polny.
- Przejściowo zawlekane na siedliska antropogeniczne (apophyta ephemera).